# Viktor Melin
Viktor Melin (ur. 18 kwietnia 1891, zm. 24 września 1973) – szwedzki zapaśnik walczący w stylu klasycznym. Olimpijczyk z Sztokholmu 1912, gdzie zajął 37. miejsce w wadze średniej.
Mistrz kraju w 1915 roku.

## Letnie Igrzyska Olimpijskie 1912
| Konkurencja          | Rundy eliminacyjne       | Klas. końcowa |
| Konkurencja          | Przeciwnik I             | Miejsce       |
| -------------------- | ------------------------ | ------------- |
| 75 kg styl klasyczny | Fridolf Lundsten (FIN) P | 37.           |